# Phlyctaenomorpha euralis
Phlyctaenomorpha euralis är en fjärilsart som beskrevs av George Francis Hampson 1903. Phlyctaenomorpha euralis ingår i släktet Phlyctaenomorpha och familjen Crambidae. Inga underarter finns listade i Catalogue of Life.